# 新竹李長榮化工廠事件
新竹李長榮化工廠事件，簡稱新竹榮化事件，是一件發生於1980年代在台灣新竹市的環境污染與公害事件，被認為是台灣第一起大學教授參與抗爭運動成功首例，與鹿港居民反杜邦設廠事件並列為台灣環境運動重要的啟始點與里程碑。

## 背景
1980年，台灣新竹市發生環境災害事件，疑似大量廢水及帶有刺鼻魚腥臭味的廢氣，造成嚴重的空氣污染與水污染。臭氣籠罩國立清華大學與國立交通大學兩校校園當時，李長榮化工廠（簡稱榮化）投資三千萬美元於新竹市東區水源里設廠，生產福馬林、二甲基甲醯胺及有機溶劑。遭質疑為罪魁禍首。1983年10月，中華民國經濟部下令李長榮化工公司新竹廠所製造的嚴重水污染問題應限期改善，否則必須停工並將撤銷以往所享受的投資獎勵，但榮化仍不承認該公司新竹廠排放的廢水會影響新竹地區水質。
後來，新竹市衛生局和省環保局經過化驗，發現廢水污染物來自人畜的排泄物「游離氨氮」而非榮化所排放的主要有機物「甲醇」，然民眾卻不信任此化驗結果；另外，李長榮的排氣雖符合既有標準，卻不符合該年8月才實施的新標準，因此環保局要求榮化必須在12月以前改善，但居民也不願意等，故發動示威、「自救」抗議，在居民圍廠450天後，榮化被迫關廠。

## 抗爭運動
榮化的工廠氣味讓新竹市水源里附近的農民與居民難以忍受。由於當時的清華大學教授宿舍北院距離污染源不遠，鄰近的清大教授也受不了工廠排放的難聞氣味，因此向榮化溝通與陳情，但未獲得回應。後來向新竹市政府陳情，並且由當時的清華大學校長毛高文出面，300多名教授聯名上書向時任中華民國行政院院長俞國華反應李長榮化工汙染的狀況，但皆未獲得回應。因此清華大學甚至有一位教授戴著防毒面具上課，這個畫面當時還上了報紙。
在1986年，無法忍受的水源里居民終於發起抗爭行動，農民與居民以混凝土車載運砂石與水泥倒在榮化門口，築起一道矮牆封閉廠區大門，強迫榮化封廠。居民並在矮牆後搭起棚子，每天派人輪班堵在工廠門口，不讓工廠開工，並要求榮化遷廠。1987年，新竹市成立了新竹市公害防治協會，是新竹第一個民間的環保團體，成員包括清大、交大與新竹師院的教授，目標是解決榮化造成的公害問題。抗爭運動持續了450天，終於迫使榮化停工。長達一年多的圍廠抗爭運動，被譽為台灣史上第一樁因為人民集體力量而成功的社會運動，被視為台灣指標性的圍廠抗爭事件，尤其是清大教授親自參與自救抗爭運動，更是臺灣環境運動的首例。